# 圣富瓦德蒙戈姆里
圣富瓦德蒙戈姆里（法語：Sainte-Foy-de-Montgommery，法語發音：[sɛ̃t fwa də mɔ̃ɡɔmʁi] ⓘ）是法国卡尔瓦多斯省的一个旧市镇，属于利雪区。2016年，圣富瓦德蒙戈姆里与临近的3个市镇合并为新市镇瓦勒德维，圣富瓦德蒙戈姆里为新市镇行政中心。

## 地理
圣富瓦德蒙戈姆里（48°57'38"N, 0°10'31"E）面积4.59 平方千米，位于法国诺曼底大区卡爾瓦多斯省，该省份为法国西北部沿海省份，北濒大西洋英吉利海峡，东北与滨海塞纳省以海上边界相接，东临厄尔省，南至奧恩省，西与芒什省接壤。
与圣富瓦德蒙戈姆里接壤的市镇（或旧市镇、城区）包括：莱索泰勒-圣巴齐勒、拉布雷维耶尔、拉沙佩勒欧特格吕、利索尔、圣日耳曼-德蒙戈姆里、圣旺勒乌、克鲁特。

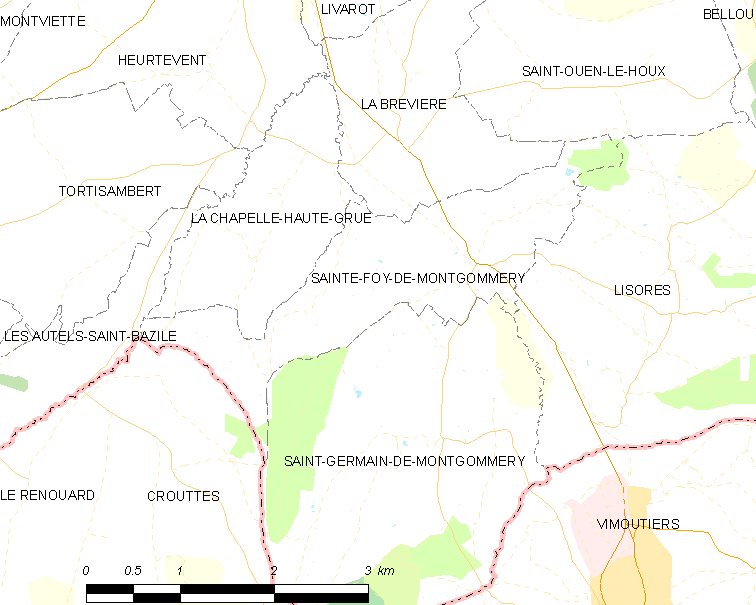
圣富瓦德蒙戈姆里的OSM定位图

圣富瓦德蒙戈姆里的时区为UTC+01:00、UTC+02:00（夏令时）。

## 行政
圣富瓦德蒙戈姆里的邮政编码为14140，INSEE市镇编码为14576。

## 政治
圣富瓦德蒙戈姆里所属的省级选区为利瓦罗派多日县。

## 人口

1962-2008年间圣富瓦德蒙戈姆里人口变化图示

圣富瓦德蒙戈姆里于2018年1月1日时的人口数量为171人。